# Verordnung gegen übermässige Vergütungen bei börsenkotierten Aktiengesellschaften
Die Verordnung gegen übermässige Vergütungen bei börsenkotierten Aktiengesellschaften, abgekürzt VegüV, wurde als Folge der Annahme der Eidgenössische Volksinitiative «gegen die Abzockerei» durch das Schweizervolk vom Schweizer Bundesrat seit März 2013 ausgearbeitet und per 1. Januar 2014 in Kraft gesetzt.

## Inhalt
Die wesentlichen Neuerungen für börsenkotierte Schweizer Aktiengesellschaften in vereinfachter Formulierung sind:
- Die Mitglieder des Verwaltungsrates (VR) müssen sich jährlich der Wiederwahl durch die Generalversammlung (GV) der Aktionäre stellen. Ein VR-Mitglied wird anschliessend als Präsident des VR nur für ein Jahr gewählt.
- Der VR muss auf die GV hin einen Vergütungsbericht erstellen. Die Pflichtangaben sind im Detail vorgeschrieben.
- Von den gewählten Mitgliedern des VR wird nachfolgend ein Vergütungsausschuss durch die GV gewählt.
- Die GV wählt einen unabhängigen Stimmrechtsvertreter bis zur nächsten GV. Dieser nimmt nach in den Gesellschaftsstatuten geregelten Richtlinien die Weisungen der Aktionäre an der nachfolgenden GV wahr.
- Organ- und Depotstimmrechtsvertretungen sind nicht mehr zulässig.
- In den Statuten der Gesellschaft sind viele Einzelheiten zu regeln, unter anderen:
  - die maximale Anzahl zusätzlicher Tätigkeiten von Mitgliedern des VR und der  Geschäftsleitung (GL) bei andern Gesellschaften
  - Dauer und Kündigungsfrist von Verträgen zur Vergütung von VR und GL dürfen maximal ein Jahr betragen
  - Grundsätze über die erfolgsabhängigen Vergütungen und die Zuteilung von Beteiligungspapieren, Wandel- und Optionsrechten müssen definiert werden
- Nicht zulässig sind Vergütungen im Voraus und Abgangsentschädigungen für GL und VR.
- Die GV stimmt bindend über die Vergütungen ab, die der Verwaltungsrat, die Geschäftsleitung und der Beirat erhalten.
- Schweizer Vorsorgeeinrichtungen (Pensionskassen) müssen an der GV das Stimmrecht der von ihnen gehaltenen Aktien zu angekündigten Anträgen bestimmter wichtiger Themen ausüben.

Die vorstehende Aufzählung ist vereinfacht formuliert und ist nicht vollständig. Verbindlich ist der Text der Verordnung.

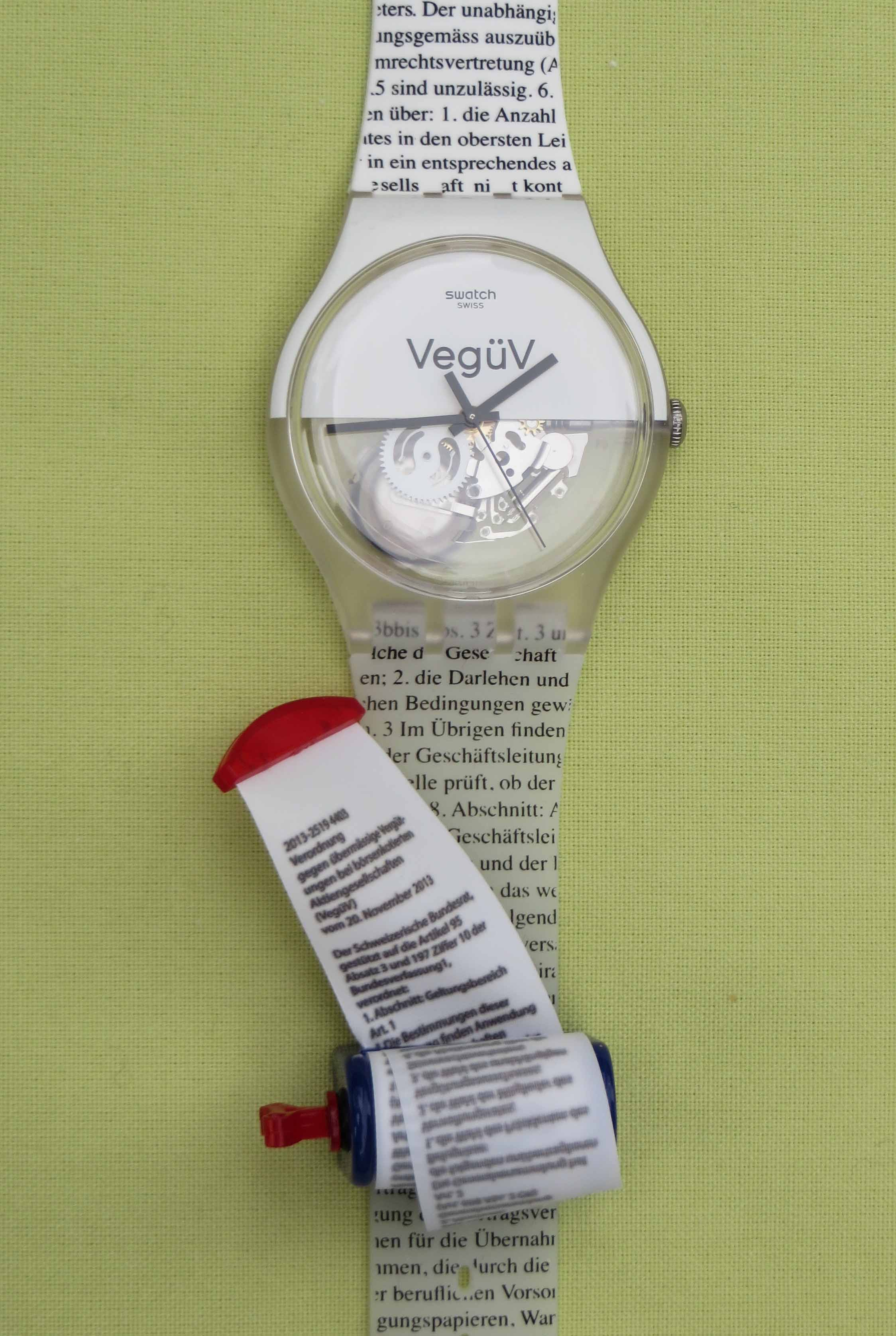
Armbanduhr von Swatch anlässlich der GV vom 28. Mai 2015. Auf der Minirolle ist der Verordnungstext auf einer Länge von ca. 180 cm aufgedruckt.

## Umsetzung
Eine Übergangsfrist besteht, indem die Gesellschaften spätestens an der GV im Jahr 2015 für das Geschäftsjahr 2015 die neuen Weisungen einzuhalten haben.
Bereits sind Kontroversen über die Interpretation dieser Verordnung entstanden. Anwaltskanzleien sind im Auftrag von Aktiengesellschaften tätig geworden, um Spielräume der neuen Verordnung im Interesse von VR und GL auszulegen:
- So werden Zahlungen bei oder nach Eintritt nicht mehr als Vergütungen im Voraus gewährt, sondern unter dem dehnbaren Begriff vermögenswerte Nachteile bei Eintritt, auch als Entschädigungen für werthaltige Ansprüche gegenüber bisherigem Arbeitgeber definierte Leistungen, z. B. für entgangene aktienbasierte Rechte, bezeichnet (Aktienoptionen usw.).[2]
- Auch werden anstelle von Abgangsentschädigungen Konkurrenzklauseln in die Arbeitsverträge von GL-Mitgliedern aufgenommen, um bei Austritt aus der Gesellschaft Vergütungen im Betrag von mehreren Jahressalären während dreier Jahre ausrichten zu können. Auch anschliessende Beraterverträge sind nach wie vor möglich.[2]
- Die Vollmacht von Aktionären an den Stimmrechtsvertreter ohne konkrete Weisungen (Blankovollmachten) bezüglich der Traktanden an der GV sollen generell als Zustimmung zu den Anträgen des VR und nicht als Stimmenthaltung interpretiert werden.[3]
- Die ASIP, der Schweizerische Pensionskassenverband, versucht für einige seiner Mitglieder der Stimmpflicht auszuweichen. So sollen Beschlüsse über Anlagen in kollektive Anlagevehikel wie Fonds von der Stimmpflicht ausgenommen werden.[4]

Als Gegengewicht zum Vorgehen der Aktiengesellschaften nehmen Organisationen die Interessen der Aktionäre wahr. Dazu werden Geschäftsberichte und Anträge des VR für die GV von Gesellschaften analysiert. Die Ethos-Stiftung achtet dabei speziell auf die Einhaltung von ethischen Grundsätzen und Nachhaltigkeit. zCapital und zRating untersuchen vor allem die Einhaltung von Corporate-Governance-Regeln nach 60 Kriterien. zRating veröffentlicht seine Ergebnisse als Rangliste von gegenwärtig 150 Unternehmen. Auch Actares (Aktionäre für nachhaltiges Wirtschaften) macht ähnliche Empfehlungen für Aktionäre. Die Organisation Swipra (Swiss Proxy Advisor) ist auf die Stimmrechtsberatung von Pensionskassen ausgerichtet und arbeitet mit dem Institut für Banken und Finanzen an der Universität Zürich zusammen.
Die von der Volksinitiative angestrebte Verhältnismässigkeit der Managervergütungen – bezogen auf das entsprechende Unternehmen und dessen Geschäftserfolg – ist laut Bestandsaufnahme im Jahr 2015 in den meisten Fällen nicht erreicht worden.
Im Mai 2015 hat die Handelszeitung die Vergütungen des Managements aller Unternehmen im Swiss Market Index in Bezug zum Kurs-Gewinn-Verhältnis und zur Marktkapitalisierung der Unternehmen gesetzt. Die Wirkung der Abzocker-Initiative wird für das Geschäftsjahr 2014 ernüchternd eingeschätzt.
Die von dieser Verordnung verlangten neuen Regeln, respektive Anpassungen wurden von mehreren Schweizer Firmen nur widerwillig übernommen. Kennzeichnend dafür ist die speziell für die Aktionärsversammlung der Swatch Group geschaffene Armbanduhr "VegüV", welche die Komplexität der neuen Regeln veranschaulicht (siehe Bild).
Man hat erwartet, dass die Löhne stagnieren oder sinken, doch das Gegenteil ist der Fall. Das mittlere Jahres-Salär eines CEOs etwa, liegt aktuell bei 1'200'000 Franken.

## Überführung ins ordentliche Recht
Am 28. November 2014 hat der Schweizer Bundesrat eine detaillierte Vorlage zur Umsetzung der Abzocker-Initiative auf Gesetzesstufe zur Vernehmlassung veröffentlicht. Die wesentlichen Präzisierungen, respektive Abweichungen von der gegenwärtig gültigen Verordnung und der Praxis bei bereits durchgeführten Statutenänderungen von Gesellschaften sind:
a) Die Vergütungen von Geschäftsleitungsmitgliedern sind einzeln auszuweisen (nicht wie bisher nur Meistverdiener individuell und dazu die Gesamtsumme aller Mitglieder).
b) Über variable Vergütungen von Geschäftsleitung und Verwaltungsrat sollen die Aktionäre erst nach Vorliegen der relevanten Geschäftsresultate abstimmen können (keine Vorausabstimmung, Budgetabstimmung oder ähnliches ohne Kenntnis der tatsächlichen Ergebnisse eines Geschäftsjahres).
c) Der Anteil der Fix-Vergütung an der Gesamtvergütung soll als Minimalwert in den Statuten festgelegt werden, respektive sollen die variablen Vergütungen auf einen Maximalanteil an der Gesamtvergütung beschränkt werden.
d) Antrittszahlungen an neue Mitarbeiter des obersten Kaders sind nur noch erlaubt, wenn der finanzielle Nachteil durch Verlust von Ansprüchen beim bisherigen Arbeitgeber klar belegt werden kann.
e) Der Missbrauch von Entschädigungen für Konkurrenzverbote als kaschierte Abgangsentschädigungen soll verhindert werden. Ein Konkurrenzverbot soll nur noch für höchstens ein Jahr vereinbart und nur noch nach marktüblicher Gepflogenheit entschädigt werden dürfen, und es muss geschäftsmässig begründet sein.
Nach durchgeführter Vernehmlassung zur Vorlage von November 2014 hat die Regierung auf Grund von gewichtigen Einwänden am 4. Dezember 2015 politische Richtungsentscheide getroffen. So sollen die oben aufgeführten strengeren Regeln a), b) und c) nicht mehr als Aktienrechtsreform dem Parlament vorgeschlagen werden. Auch Punkt e) soll modifiziert werden. Anstelle einer auf ein Jahr beschränkten Konkurrenzregelung soll eine betragsmässige Beschränkung der Vergütungen für ein Konkurrenzverbot eingeführt werden.
Im November 2016 hat der Schweizer Bundesrat die Botschaft zur Aktienrechtsreform veröffentlicht. Darin enthalten sind modifizierte Regeln für die Vergütungen bei börsenkotierten Aktiengesellschaften. Abgangsentschädigungen nach Punkt e) dürfen die durchschnittliche Jahresvergütung der vorangehenden drei Jahre nicht überschreiten.